# Oczekiwane gole
Oczekiwane gole, współczynnik xG – wskaźnik efektywności używany w sporcie, głównie w piłce nożnej a także w hokeju. Służy do oceny efektywności piłkarzy oraz drużyn. Określa oczekiwaną liczbę goli jakie powinna zdobyć drużyna/zawodnik w meczu.

## Obliczanie
Jest zazwyczaj obliczana poprzez określenie prawdopodobieństwa zdobycia bramki na podstawie różnych czynników, branych pod uwagę oraz analizowanych tuż przed oddaniem strzału przez zawodnika. Czynnikami tymi mogą być: odległość do bramki, kąt, jakość strzału, presja obrońców, ustawienie bramkarza itp. Każdemu strzałowi przypisywana jest wartość z przedziału {\displaystyle [0,1]} oznaczająca prawdopodobieństwo skończenia się danego strzału bramką na podstawie danych dotyczących podobnych strzałów. Suma prawdopodobieństw dla wszystkich strzałów w meczu daje oczekiwaną liczbę goli w danym meczu.  
Przykładowo jeżeli drużyna gospodarzy oddała w meczu pięć strzałów na bramkę, z czego dla trzech prawdopodobieństwo zakończenia się takiego strzału bramką wynosiło (wg przyjętego modelu) {\displaystyle 0,2}, a dla dwu pozostałych {\displaystyle 0,1}, to oczekiwana liczba goli tej drużyny w meczu wynosi {\displaystyle xG=3\cdot 0,2+2\cdot 0,1=0,8}. Różne modele biorą pod uwagę różne czynniki, więc wyliczane przez nie współczynniki różnią się między sobą.
Matematycznie, jeżeli każdy strzał traktujemy jako zmienną losową, to współczynnik oczekiwanych goli w danym meczu jest wartością oczekiwaną sumy zmiennych losowych odpowiadających wszystkim strzałom w meczu.